# Massilieurodes setiger
Massilieurodes setiger es un hemíptero de la familia Aleyrodidae, con una subfamilia: Aleyrodinae.
Fue descrita científicamente por primera vez por Goux en 1939.